# Portlethen
Portlethen är en ort i Storbritannien.   Den ligger i kommunen Aberdeenshire och riksdelen Skottland, i den norra delen av landet, 600 km norr om huvudstaden London. Portlethen ligger 78 meter över havet och antalet invånare är 6 841.
Terrängen runt Portlethen är platt. Havet är nära Portlethen åt sydost.  Närmaste större samhälle är Aberdeen, 10,1 km norr om Portlethen. 